# Стоян Зашов
Стоян Димитров Зашов (Зашев) е български революционер, деец на Вътрешната македонска революционна организация.

## Биография
Стоян Зашов е роден през 1898 година в кочанското село Търкане, тогава в Османската империя, днес в Северна Македония. Като войник в сръбската армия бяга в България и работи в мина Перник. Присъединява се към ВМРО и влиза в четата на Евтим Полски, а по-късно е четник при Панчо Михайлов. Участва в сраженията при селата Спанчево, Плачковица и Райчани. Приближен е на Тодор Александров. Прекарва четите на Илия Кушев, Любомир Весов, Петър Шанданов, Петър Костов – Пашата и други във вътрешността на Македония. Убит е заедно с Васил Пундев на 4 март 1930 година в София по време на междуособните борби във ВМРО от михайловисти.
Кирил Пърличев го определя за „много привързан към Делото, твърд до стоицизъм“.